# Brin
Brini so igličaste rastline iz rodu Juniperus, družina cipresovk (Cupressaceae). Taksonomsko gledano poznamo 67 do 70 vrst brina, ki raste na obsežnem območju severne poloble, od Arktike do tropske Afrike v starem in do gorovij Srednje Amerike v novem svetu.